# Амдо (повіт)
32°15′50″ пн. ш. 91°40′50″ сх. д. / 32.263888888889° пн. ш. 91.680555555556° сх. д.
Амдо (кит. 安多县, пін. Ānduō Xiàn, трансліт. Amdo) — один із повітів КНР у складі префектури Нагчу, Тибетський автономний район. Адміністративний центр — містечко Пана.

## Географія
Амдо у середньому лежить на висоті близько 4680 метрів над рівнем моря у центрі Тибетського плато (гори Тангла).

### Клімат
Повіт знаходиться у зоні так званої «гірської тундри», котра характеризується кліматом арктичних пустель. Найтепліший місяць — липень із середньою температурою 8,4 °C. Найхолодніший місяць — січень, із середньою температурою -13,6 °С.
| Клімат повіту Амдо                                 | Клімат повіту Амдо | Клімат повіту Амдо | Клімат повіту Амдо | Клімат повіту Амдо | Клімат повіту Амдо | Клімат повіту Амдо | Клімат повіту Амдо | Клімат повіту Амдо | Клімат повіту Амдо | Клімат повіту Амдо | Клімат повіту Амдо | Клімат повіту Амдо | Клімат повіту Амдо |
| Показник                                           | Січ.               | Лют.               | Бер.               | Квіт.              | Трав.              | Черв.              | Лип.               | Серп.              | Вер.               | Жовт.              | Лист.              | Груд.              | Рік                |
| Середній максимум, °C                              | −5,5               | −2,8               | 1,3                | 5,5                | 9,4                | 13,3               | 14,4               | 14                 | 11,6               | 5,9                | 0,1                | −3,6               | 5,3                |
| Середня температура, °C                            | −13,6              | −10,7              | −6,5               | −2,1               | 2,5                | 6,7                | 8,4                | 8,1                | 5,2                | −1,2               | −8,2               | −12,3              | −2                 |
| Середній мінімум, °C                               | −20,8              | −18,1              | −13,8              | −8,6               | −3,3               | 1,6                | 3,8                | 3,5                | 0,7                | −6,4               | −14,6              | −19,6              | −8                 |
| Норма опадів, мм                                   | 3.5                | 2.3                | 4.1                | 10.5               | 35.8               | 91.8               | 115.6              | 108.8              | 73.3               | 14.4               | 2.8                | 1.7                | 464.6              |
| Вологість повітря, %                               | 43                 | 40                 | 38                 | 44                 | 54                 | 64                 | 67                 | 68                 | 68                 | 53                 | 45                 | 40                 | 52                 |
| -------------------------------------------------- | ------------------ | ------------------ | ------------------ | ------------------ | ------------------ | ------------------ | ------------------ | ------------------ | ------------------ | ------------------ | ------------------ | ------------------ | ------------------ |
| Джерело: Дані метеостанції №55294 (КНР, 1991-2020) |                    |                    |                    |                    |                    |                    |                    |                    |                    |                    |                    |                    |                    |